# Бареиро
Бареиро (порт. Barreiro) је град и општина у Португалији, смештен у њеном западном делу. Град је у саставу округа Сетубал, где чини једну од приградских општина. Бареиро је велико предграђе главног града Лисабона.

## Географија
Град Бареиро се налази у западном делу Португалије. Од главног града Лисабона град је удаљен 8 километара југоисточно (трајектом преко Тежа), а путном везом 40 километара, а од Портоа 350 километара јужно.
Рељеф: Бареиро се налази на северној обали Сетубалског полуострва, на месту где се оно приближава граду Лисабону. Градско подручје је равничарско, на надморској висини од 0-25 m.
Клима: Клима у Бареиру је средоземна.
Воде: Бареиро лежи на левој страни естуарског ушћа реке Тежо у Атлантски океан, што представља стратешки важно место. Дати естуар омогућава улаз и већих бродова.

## Историја
Подручје Бареира насељено још у време праисторије. Последњих деценија насеље је посебно нарасло ширењем градске зоне Лисабона. Град је добио градска права 1984. године.

## Становништво
По последњих проценама из 2008. године општина Бареиро има око 78 хиљада становника, од чега нешто преко 40 хиљада живи у самом градском насељу, а остало у другим предграђима. Број становника је нагло растао током 20. века, удесетостручивши се.

## Партнерски градови
- Лођ
- Стара Загора

## Галерија
- једна од стамбених четврти Бареира
- Железничка станица Бареиро
- Стара фабрика